# 巴里 (麻薩諸塞州)
巴里（英語：Barre）是一個位於美國麻薩諸塞州烏斯特縣的鎮。

## 人口
根據2020年美國人口普查的數據，巴里的面積為115.50平方千米，當中陸地面積為114.80平方千米，而水域面積為0.70平方千米。當地共有人口5530人，而人口密度為每平方千米48人。